# Падіння американської імперії
«Падіння американської імперії» (фр. La chute de l'empire américain) — канадський кримінальний трилер 2018 року режисера Дені Аркана, знятий за власним сценарієм з Александром Ландрі, Максім Рой, Яном Інгландом і Ремі Жираром у головних ролях. Фільм розповідає про чоловіка (Ландрі), який після збройного пограбування в Монреалі виявляє дві сумки грошей і не впевнений, що з ними робити. Сюжет стрічки оснований на стрілянині в районі Старий Монреаль у 2010 році, фільм тематично пов'язаний, але не є прямим продовженням стрічок 1986 року «Занепад американської імперії» і «Навали варварів» 2003 року.
Фільм вийшов у Квебеку 28 червня 2018 року. Згодом його показали на Міжнародному кінофестивалі у Торонто 2018 року та на Міжнародному кінофестивалі в Вальядоліді, де він здобув премію FIPRESCI.

## У ролях
| Актор               | Роль             |
| ------------------- | ---------------- |
| Александр Ландрі    | П'єр Пол         |
| Максім Рой          | карла Мак-Дафф   |
| Ян Інгланд          | Джиммі           |
| Ремі Жирар          | Сільвен Біграс   |
| Маріп'єр Морен      | Камілл Лафонтейн |
| Бенуа Бріер         | Джозеф           |
| Роз-Марі Перро      | Наташа           |
| Катрін Пакуін-Бешар | Джемма           |
| Гастон Лепаж        | Марсель          |

## Виробництво

### Створення
Аркан написав сценарій на основі випадку 2010 року, коли двох людей було вбито в Старому Монреалі в бутіку. Інцидент стався в магазині одягу під назвою Flawnego, який, як вважалося, був пов'язаний з бандою; Кайл Габріель, Террелл Ллойд Сміт і Кері Айзек Регіс були засуджені за вбивство в 2014 році.
Аркан заявив: «Я почав фантазувати, що сталося, чому так сталося, тому я почав розслідування», режисер досліджував та збирав статті про інцидент у численних газетах і журналах. Будуючи теорію, що гроші — єдина цінність сучасного суспільства, він сказав: «Тоді я почав думати про те, що станеться, якщо хлопець опиниться з двома повними грошей сумками. Що він міг зробити з ними? Що б це значило для нього стосовно його місця в суспільстві?». Він відвідав їдальні в'язниці Бордо і центри для безпритульних у Квебеку, щоб дослідити як зобразити сцену подачі їжі.

### Кастинг
Телевізійна ведуча Маріп'єр Морен була прийнята на роль після трьох прослуховувань; це була її перша роль у кіно і вона сказала, що була невпевнена, чи запрошення Аркана з'явитися у фільмі було серйозним. Александр Ландрі взяв на себе головну роль студента філософії Університету Макгілла, який знаходить гроші, сказавши, що «цікаво з'ясувати, які стосунки з грошима в суспільстві».
Едді Кінг погодився на роль члена банди, оскільки, за його словами, у фільмі не буде стереотипного зображення злочинців. Зірка телесеріалу «19-2» Максім Рой приєднався до акторського складу й виконув сам власні трюки.

### Знімання
За графік знімання повинно було розпочатися 5 вересня, завершили його 8 листопада 2017 року.Основне знімання відбувалося у Монреалі.

### Пост-продакшн
Робоча назва була «Тріумф грошей» (фр. Le Triomphe de l'argent), Аркан оголосив у березні, що фільм буде перейменований на «Падіння американської імперії», щоб краще зобразити, як розвивалася історія. Нова назва нагадувала його стрічку «Занепад американської імперії» 1986 року.
Аркан сказав, що тема фільму як корупція може поширитися з Сполучених Штатів на Канаду, що, за його словами, спирається на Pax Americana, її розкривали в фільмах «Занепад американської імперії» і «Навали варварів» (2003). На його думку, США вже давно страждають і Квебек постраждав. Він порівнював нинішню ситуацію з президентством Дональда Трампа і правлінням римського імператора Калігули, за яким може слідувати Нерон «і три століття невблаганного розпаду».

## Випуск
8 березня 2018 Seville International попередньо переглянув «Падіння американської імперії», оголосивши, що П'єр Курзі буде в ролях. Реліз був запланований на 28 червня 2018 року. Аркан також прагнув показати стрічку на Каннському кінофестивалі 2018 року; режисер вже мав досвід роботи з Каннами. Попри реліз 28 червня Les Films Séville і продюсер Деніз Робер оголосив, що не буде показу з англійськими субтитрами до осені 2018. «Падіння американської імперії» був один з 19 канадських фільмів, відібраних для показу на Міжнародному кінофестивалі в Торонто 2018 року, водночас Sony Classics придбав права на розповсюдження в США.

## Сприйняття

### Критика
На Rotten Tomatoes фільм має схвальний рейтинг 59 % на основі 37 відгуків, з середньою оцінкою 6.71/10. На Metacritic фільм має оцінку 55 % на основі 17 відгуків критиків, що вказує на «змішані або середні відгуки».
У «La Presse» Марк-Андре Люссьє нагородив фільм трьома з половиною зірками, називаючи це найкращою роботою Аркана з часів «Навали варварів». Для «Le Journal de Montréal» Ізабель Гонтбейрі оцінила фільм як радісний і «чистий Аркан», даючи йому чотири зірки. «The Huffington Post» Жан-Франсуа Вандюрен розкритикував фільм, назвавши його несприятливим до попередніх двох робіт Аркана «Епоха затьмарення» і «Царство краси», у ньому автор не повністю розкриває персонажів і втрачає можливості в розвитку історії.
За підсумками 2018 року він посів третє місце серед канадських фільмів за сумою касових зборів.

### Номінації та нагороди
| Нагороди та номінації фільму «Падіння американської імперії» | Нагороди та номінації фільму «Падіння американської імперії» | Нагороди та номінації фільму «Падіння американської імперії» | Нагороди та номінації фільму «Падіння американської імперії» | Нагороди та номінації фільму «Падіння американської імперії» | Нагороди та номінації фільму «Падіння американської імперії» |
| Рік                                                          | Кінофестиваль/кінопремія                                     | Категорія/нагорода                                           | Номінант                                                     | Результат                                                    |                                                              |
| ------------------------------------------------------------ | ------------------------------------------------------------ | ------------------------------------------------------------ | ------------------------------------------------------------ | ------------------------------------------------------------ | ------------------------------------------------------------ |
| 2018                                                         | Міжнародний кінофестиваль у Торонто                          | Найкращий канадський фільм                                   | Дені Аркан                                                   | Номінація                                                    |                                                              |
| 2018                                                         | Міжнародний кінофестиваль у Вальядоліді                      | «Золотий колос»                                              | Дені Аркан                                                   | Номінація                                                    |                                                              |
| 2018                                                         | Міжнародний кінофестиваль у Вальядоліді                      | Приз ФІПРЕССІ                                                | Дені Аркан                                                   | Перемога                                                     |                                                              |